# الهیات عملی
الهیات عملی (انگلیسی: Practical theology) رشته‌ای دانشگاهی و شاخه ای از رشته الهیات است که به مطالعه و بررسی کنش‌های مذهبی می‌پردازد تا چگونگی بازنمایی نظریات الهیاتی در آن کنش‌ها را بفهمد. هدف نهایی این رشته این است که نشان دهد چگونه نظریات الهیاتی و کنش‌های الهیاتی می‌توانند ثابت مانده، تغییر کرده یا تقویت شوند.

## موضوع الهیات عملی
الهیات عملی، اندیشیدن دربارهٔ عمل فردی و اجتماعی انسان به روش الهیاتی است. این نوع از الهیات که مسائل الهیاتی خود را از «خیابان» برمی‌گزیند، در گام نخست به تحلیل و تفسیر الهیاتی از واقعیات اجتماعی و فرهنگی پرداخته، سپس با نگرش انتقادی به آسیب‌های ایمانی و دینی فرهنگ موجود، به طرح پیشنهادهایی برخاسته از منابع الهیاتی، برای گشودن راه زندگی ایمانی برای مؤمنان (حل معضل اندیشه دینی و زندگی دینی) و حل معضلات زندگیِ انسانِ غیرمؤمن تلاش می‌پردازد. متأله عملی در عین آنکه برای زندگی درستِ دنیوی، از محصولات و معلومات انسانی کمک می‌گیرد، برای تدبیر درست زندگی دنیوی به انسان دیندار و بلکه انسان غیرمعتقد به دین یاری می‌رساند. انجام چنین رسالتی منوط بر رابطه ای سنجیده میان روش تفسیر و تحلیل اجتماعی است تا بتوان راه تعمیق فهم دین را در ارتباط با تجربه اجتماعی از یک سو و تغییر زندگی اجتماعی از رهگذر تمسک معقول و موجه به دین از سوی دیگر، هموار گرداند.
ریچارد اوسمر چهار پرسش و وظیفه کلیدی را برای الهیات عملی برمی‌شمارد که عبارتند از:
- چه چیزی در حال اتفاق افتادن است؟ (وظیفه توصیفی- تجربی)
- چرا آن امر در حال اتفاق افتادن است؟ (وظیفه تفسیری)
- چه چیزی باید اتفاق بیفتد (وظیفه هنجاری)
- چگونه ما باید واکنش نشان دهیم؟ (وظیفه عملی)[۲]

## زیرشاخه‌های الهیات عملی
الهیات عملی شامل چند زیر شاخه است: الهیات کاربردی (شامل مسائلی مانند: ماموریت‌ها، فعالیت‌های تبشیری، آموزش مذهبی، روانشناسی معنوی یا روانشناسی مذهبی)؛ رشد کلیسا، موعظه، تشکیلات روحانی، الهیات معنوی، رهبری روحانی، رهبانیت، الهیات سیاسی، تئوری عدالت و صلح و حوزه‌هایی مانند اینها. این رشته همچنین شامل بررسی الهیات آزادی بخش نیز می‌شود.